# Vogelsang High Sierra Camp
Le Vogelsang High Sierra Camp est un terrain de camping américain situé dans le comté de Mariposa, en Californie. Protégé au sein du parc national de Yosemite mais hors de la Yosemite Wilderness par laquelle il est par ailleurs entouré, il est inscrit au Registre national des lieux historiques depuis le 18 juillet 2014.